# Basilio di Napoli
Basilio di Napoli (Napoli, ... – ...; fl. VII secolo) è stato un generale italiano, primo duca di Napoli dal 661 al 666.

## Biografia
Napoletano di nascita, militare delle truppe dell'impero bizantino a Napoli, fu nominato dall'imperatore Costante II, duca di Napoli nel 661.
Governò come reggente col titolo di Dux Campaniae ma con larga autonomia, e comunque dipendente dall'imperatore di Bisanzio.
La sua elezione, fu l'inizio del ducato napoletano, che successivamente si rese formalmente autonomo nel 755 con Stefano II di Napoli.